# カリアンテ
『カリアンテ』(In CalienteまたはViva Señorita) は、1935年のアメリカ合衆国のロマンティック・ミュージカル・コメディ映画。
ロイド・ベーコンが監督し、ドロレス・デル・リオ、パット・オブライエンが主演した。ラルフ・ブロックとウォレン・ダフが脚本を執筆した。ミュージカル・シーンはバスビー・バークレーにより振り付けられた。
1935年5月25日、ワーナー・ブラザースよりリリースされた。

## あらすじおよび概要
批評家で常に酔っ払っているラリー(パット・オブライエン)は、自分と結婚したがっているクララ(グレンダ・ファレル)と距離を置くためメキシコにあるキャバレー「イン・カリアンテ」にやってくる。ラリーはかつて美しいメキシコ人ダンサーのリタ・ゴメス(ドロレス・デル・リオ)を酷評する記事を書いたことを忘れ、恋に落ちる。
バハ・カリフォルニア州ティフアナにある豪華なアグア・カリエンテ・カジノ&ホテルで撮影された。このリゾートホテルはアメリカ合衆国における禁酒法時代に酒類の提供の他、ライヴのエンタテイメント、カジノでハリウッドのセレブリティを魅了した。ヒット曲「The Lady In Red」を含む複雑なダンス・シーンはバスビー・バークレーにより振り付けられ、作品の重要な要素となっている。

## キャスト
- リタ・ゴメス：ドロレス・デル・リオ
- ラリー・マッカーサー：パット・オブライエン
- ホセ・ゴメス：レオ・キャリロ
- ハロルド・ブランドン：エドワード・エヴェレット・ホートン
- クララ：グレンダ・ファレル
- ザ・デマルコスの一員：トニー・デマルコ
- ザ・デマルコスの一員：サリー・デマルコ
- ピーター：フィル・リーガン
- ロイス：ウィニ・ショー
- 判事：ルイス・アルバーニ
- 写真家：ジョージ・ハンバート
- ビグス：ハリー・ホルマン
- リタのメイド：ソレダッド・ジメネス
- 花屋：ハーマン・ビング
- 歌手：ジュディ・カノヴァ